# Firdaus. Storia di una donna egiziana
Firdaus. Storia di una donna egiziana (Woman at Point Zero) è un romanzo sociale-drammatico scritto da Nawal al-Sa'dawi. La storia è realmente accaduta ed è per questo narrata dalla stessa Firdaus. In Egitto il libro ha suscitato scalpore e per questo è stato censurato.

## Trama
(Firdaus)
Nawal al-Sa'dawi visita un carcere femminile (in cui verrà anche rinchiusa nel 1983 e rilasciata dopo tre mesi) per la sua ricerca sulla nevrosi. Viene subito informata di una paziente molto particolare: Firdaus, un'assassina. Nawal si incuriosisce molto, visto che non aveva mai conosciuto una donna assassina prima di quel momento. Chiede di incontrarla, ma la ragazza si rifiuta, facendo provare una sensazione di delusione alla donna. Inoltre, il medico e l'assistente la trovano innocente, nonostante l'assassinio. Nawal perde le speranze, fino a quando Firdaus non decide di incontrarla. Inizia così il racconto della sua vita.
Firdaus racconta di essere stata una prostituta di alta classe, ma prima di diventare una cortigiana era una ragazza infelice: viveva col padre, un mussulmano cinico, e la madre, una donna che non ha saputo darle il giusto affetto. In questo arco di tempo in cui abitò a casa dei genitori, Firdaus è vittima della diseguaglianza sociale e della violenze del padre, nonché della madre. Viene picchiata e assiste alle violenze domiciliari della madre, diventata una sorta di serva. Ha un rapporto sessuale con un ragazzino in un campo e poi viene abusata dallo zio, nonostante non capisca cosa stia succedendo. Racconta dei suoi fratelli e sorelle, di come nascevano e morivano, senza causare alcun dolore ai genitori. E di come fu costretta a guardare il padre ingozzarsi di cibo quando lei stava morendo di fame. Dopo la morte dei genitori va a vivere dallo zio.
La ragazza si trasferisce così al Cairo, insieme allo zio. Le viene permesso di frequentare la scuola; nonostante la diseguaglianza sociale che c'era in quel periodo (Alle donne non era permesso frequentare l'università). Tuttavia, Firdaus incomincia a provare qualcosa per lo zio, fino a quando lui non si sposa con una donna, figlia di un suo insegnante. Firdaus capisce, però, che il loro matrimonio è conveniente allo zio, perché la moglie proviene da un'altra classe della società, al contrario di lui, che proviene da una famiglia povera di cui ha vergogna. Un giorno, la moglie dello zio porta una schiava a casa e Firdaus, nel bel mezzo di una notte fredda, le concede un letto caldo, causando l'ira sia dello zio sia della moglie. Viene così cacciata di casa e mandata in uno collegio.
Il collegio non è stato terribile per Firdaus, anzi, qui imparò ad amare i libri e trovò la sua prima amica. Una notte, mentre stava da sola, incontrò un'insegnante che pianse davanti a lei per motivi sconosciuti. Incomincia così a provare qualcosa per lei. Dopo l'esame finale delle media, Firdaus è la seconda della graduatoria, mentre per quanto riguarda la valutazione nazionale è al settimo posto. L'insegnante l'aiuta a prendere il certificato, vista l'assenza dello zio. Le illusioni di Firdaus vengono però distrutte: con la fine della scuola è costretta a tornare a casa dello zio, non vedendo più l'insegnante.
Tornata a casa dello zio, quest'ultimo e sua moglie decidono di far maritare Firdaus con lo Sceicco Mahmoud, un uomo di sessant'anni, da poco rimasto vedovo. Sapendo de suoi progetti futuri, Firdaus decide di scappare via, ma, non avendo alcun posto dove rifugiarsi, decide di ritornare a casa di suo zio e di sposarsi con Mahmoud. Il matrimonio con lo sceicco Mahmoud è peggio della morte: l'uomo è deformato e non perde occasione per umiliare e picchiare Firdaus, nonché usarla per scopi sessuali. La donna torna a casa dello zio, ma lui le dice che è normale per un marito picchiare la propria moglie. Dopo l'ennesima violenza, Firdaus, ferita al volto, fugge dalla casa di Mahmoud. Incontra poi un uomo Bayumi, che sembra gentile e comprensivo con lei, che le offre ospitalità a casa sua. Il rapporto tra i due va a gonfie vele, fino a quando Firdaus non decide di voler lavorare. Iniziano così altre violenze, peggiori perfino delle precedenti, visto che ora viene violentata anche dagli amici di Bayumi. Con l'aiuto di una donna, riesce a scappare dalla casa del suo benefattore.
Stanca e delusa dagli uomini, Firdaus decide di dedicarsi alla prostituzione. Il nuovo lavoro le fa avere immensa popolarità e una casa tutta sua, fino a quando, un uomo dice che lei non è degna di rispetto. Questo causa in lei una serie di sensi di colpa, facendole abbandonare la prostituzione, iniziando a lavorare successivamente per un'azienda. Tuttavia, dopo aver scoperto di essere stata usata da un uomo, Firdaus ricomincia il suo vecchio prostituzione. Diventa immensamente ricca, fin a quando un protettore di prostitute non le impone la sua protezione, in cambio di divisione del ricavo. I due incominciano quindi a litigare e Firdaus lo uccide. Rivela il tutto a un principe arabo, che avverte la polizia. Firdaus viene quindi imprigionata e condannata a morte.
Nawal al-Sa'dawi, dopo aver ascoltato la storia, vede le guardie trasportare Firdaus via, per ucciderla. Appena uscita dalla prigione, capisce che il mondo è pieno di menzogne e violenze, le stesse che hanno segnato la vita di Firdaus.